# 新石器時代前陶器時期
新石器時代前陶器時期是指黎凡特和新月沃土地區的新石器时代早期的這一階段，具體年代為公元前10000年 – 前6500年。 8.2千年事件標誌著新石器時代前陶器時期的終結。新石器時代前陶器時期，黎凡特出現了城鎮杰里科。